# Philippe Monnier

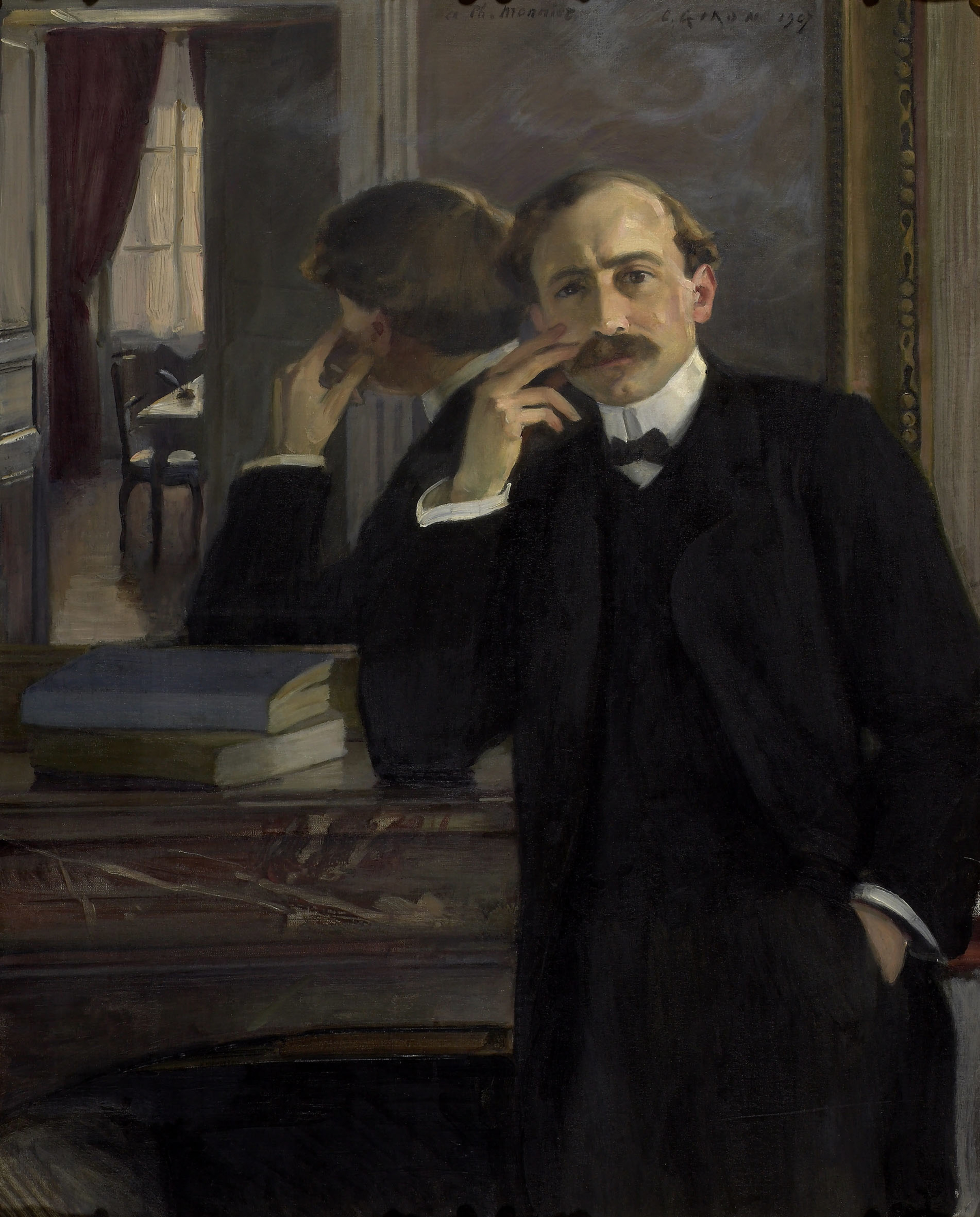
Philippe Monnier auf einem Gemälde von Charles Giron

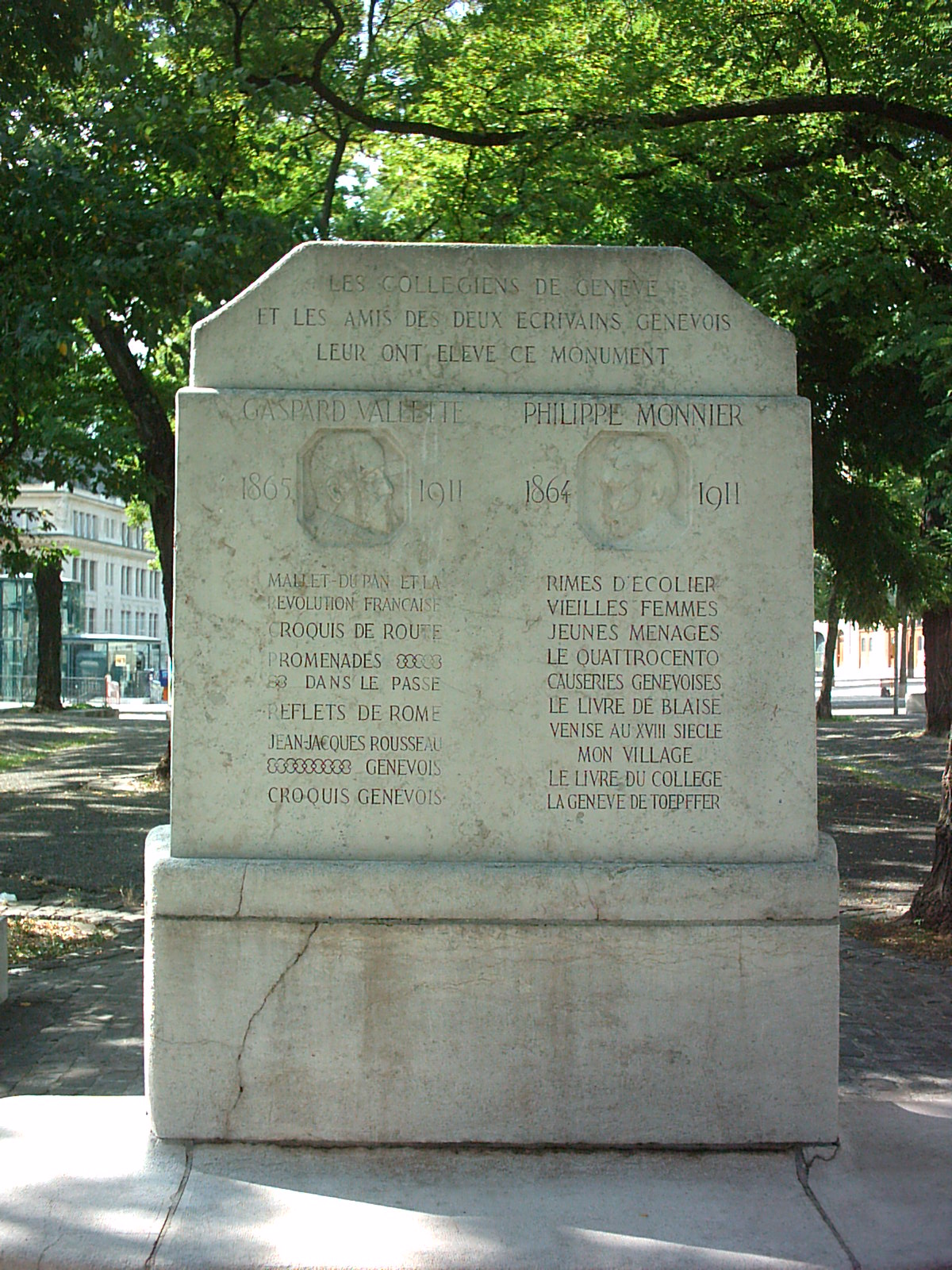
Denkmal für die Genfer Schriftsteller Gaspard Vallette und Philippe Monnier in Genf

Philippe Monnier (* 2. November 1864 in Genf; † 21. Juni 1911 in Plainpalais) war ein Schweizer Journalist und Schriftsteller.

## Leben
Philippe Monnier wurde als Sohn des Schriftstellers Marc Monnier in Genf geboren. Er war mit Marguerite Micheli, der Tochter des Bürgermeisters von Bardonnex, Louis Micheli, verheiratet.
Monnier studierte Rechtswissenschaften an der Universität Genf und schloss 1888 mit dem Lizenziat ab. Während seines Studiums wurde er in Genf Mitglied der Société d’Étudiants de Belles-Lettres. Bis 1897 folgten Aufenthalte in Paris und Florenz. Danach liess er sich mit seiner Familie in Cartigny im Kanton Genf nieder.
Er verfasste Glossen sowie Beiträge für die Zeitschriften Bibliothèque universelle, die Semaine littéraire, die liberale Tageszeitung Journal de Genève und die Gazette de Lausanne. Zudem veröffentlichte er die beiden Sachbücher Le Quattrocento (1901) und Venise au XVIIIe siècle (1907). Seine literarischen Werke lassen sich in drei Bereiche gliedern: die Poesie Rimes d'écolier (1891), die Novellensammlungen Vieilles femmes (1895) und Jeunes ménages (1899) sowie die Chroniken der Stadt Genf. Vor allem die Genfer Chroniken verhalfen ihm zur Bekanntheit. Diese sind Causeries genevoises (1902, Neudruck 1988), Le Livre de Blaise (1904, Neudruck 1998), Mon village (1909, Neudruck 1968) und La Genève de Töpffer (1914).
1909 wurde ihm von der Universität Genf ein Ehrendoktor verliehen.

## Veröffentlichungen
- Rimes d'écolier. 1891
- Vieilles femmes. 1895
- Jeunes ménages. 1899
- Le Quattrocento. 1901
- Causeries genevoises. 1902, Neudruck 1988
- Le Livre de Blaise. 1904, Neudruck 1998
- Venise au XVIIIe siècle. 1907. Deutsche Übersetzung 1927, neue Ausgabe 2021.
- Mon village. 1909, Neudruck 1968
- La Genève de Töpffer. 1914